# Окдейл (Міннесота)
Окдейл (англ. Oakdale) — місто (англ. city) в США, в окрузі Вашингтон штату Міннесота. Населення — 28 303 особи (2020).

## Географія
Окдейл розташований за координатами 44°59′15″ пн. ш. 92°57′49″ зх. д. / 44.98750° пн. ш. 92.96361° зх. д. (44.987546, -92.963553).  За даними Бюро перепису населення США в 2010 році місто мало площу 29,24 км², з яких 28,35 км² — суходіл та 0,89 км² — водойми.

## Демографія
Згідно з переписом 2010 року, у місті мешкало 27 378 осіб у 10 948 домогосподарствах у складі 7152 родин. Густота населення становила 936 осіб/км².  Було 11388 помешкань (390/км²).
Расовий склад населення:
| - 81,4 % — білих - 8,2 % — азіатів - 6,0 % — чорних або афроамериканців - 0,4 % — корінних американців - 1,2 % — осіб інших рас |

До двох чи більше рас належало 2,8 %. Частка іспаномовних становила 4,3 % від усіх жителів.
За віковим діапазоном населення розподілялося таким чином: 24,1 % — особи молодші 18 років, 64,7 % — особи у віці 18—64 років, 11,2 % — особи у віці 65 років та старші. Медіана віку мешканця становила 37,9 року. На 100 осіб жіночої статі у місті припадало 92,1 чоловіків;  на 100 жінок у віці від 18 років та старших — 87,8 чоловіків також старших 18 років.
Середній дохід на одне домашнє господарство  становив 80 151 долар США (медіана — 67 036), а середній дохід на одну сім'ю — 92 424 долари (медіана — 80 406). Медіана доходів становила 54 616 доларів для чоловіків та 44 694 долари для жінок. За межею бідності перебувало 6,2 % осіб, у тому числі 8,0 % дітей у віці до 18 років та 6,4 % осіб у віці 65 років та старших.
Цивільне працевлаштоване населення становило 15 540 осіб. Основні галузі зайнятості: освіта, охорона здоров'я та соціальна допомога — 24,6 %, виробництво — 15,1 %, роздрібна торгівля — 10,5 %, фінанси, страхування та нерухомість — 9,7 %.